# 鳥居駅
鳥居駅（とりいえき）は、愛知県新城市有海字島にある、東海旅客鉄道（JR東海）飯田線の駅である。

## 概要
鳥居駅は、豊橋駅（愛知県）と辰野駅（長野県）を結ぶJR飯田線の途中駅（中間駅）の一つである。新城市新城地区の北部地区（旧・南設楽郡東郷村域）に位置する。駅名は、駅周囲が「長篠の戦い」の際の逸話で知られる鳥居強右衛門（とりい すねえもん）の最期の地であることから、彼にちなんで命名された。
開設は1923年（大正12年）で、鳳来寺鉄道と言う私鉄によって開設された。その後国有化を経て、1987年（昭和62年）からJR東海に移管されている。

## 歴史
当駅を開設した鳳来寺鉄道は、現在のJR飯田線中南部に当たる大海 - 三河川合間を運営していた私鉄である。当駅は1923年2月に、この区間開通に伴って新設された。1943年（昭和18年）8月、鳳来寺鉄道は買収・国有化されて国鉄飯田線が成立、それに伴って当駅も国鉄の駅となった。1971年（昭和46年）に開設時から行っていた貨物取扱を終了し、旅客駅となって1987年4月の国鉄分割民営化を迎えてJR東海に移管された。

### 年表
- 1923年（大正12年）2月1日：鳳来寺鉄道の駅として開設[1]。
- 1943年（昭和18年）8月1日：国有化、国鉄飯田線の駅となる[1]。
- 1961年（昭和36年）9月1日：車扱貨物取扱廃止[1]。
- 1963年（昭和38年）5月16日：駅業務の外部委託を開始[2]。
- 1971年（昭和46年）12月1日：小口扱貨物取扱を廃止し貨物取扱を全面的に終了[1]。荷物扱いも廃止[1]。同時に無人化[3]。
- 1987年（昭和62年）4月1日：国鉄分割民営化に伴い、JR東海が継承[1]。
- 1996年（平成8年）12月21日：駅舎改築[4]。
- 2025年（令和7年）3月15日：ICカード「TOICA」が利用可能となる[5][6]。

## 駅構造
単式ホーム1面1線を有する地上駅である。上下列車双方共このホームを使用する。
ホームに待合室が設置されている。1997年までは木造駅舎が使用されていた。1971年以降無人駅（駅員無配置駅）であり、管理駅（駅長配置駅）である豊川駅の管理下に置かれている。

## 停車列車
当駅には、豊橋方面（上り）・飯田方面（下り）の双方共1時間当たり概ね1本（ラッシュ時は最大2本）の普通列車が停車する。特急「伊那路」と上りに設定されている快速列車は通過する。

## 駅周辺
- 国道151号
- 新東名高速道路（大海駅側と長篠城駅側で、それぞれアンダークロスする）
- 牛淵橋

## 隣の駅
東海旅客鉄道（JR東海）
CD 飯田線
■快速
通過
■普通
大海駅 - 鳥居駅 - 長篠城駅